# Baracska
Baracska [baračka] je obec v Maďarsku v župě Fejér, spadající pod okres Martonvásár. Nachází se asi 3 km jihozápadně od Martonvásáru, 9 km severovýchodně od Velence, 29 km severovýchodně od Székesfehérváru a asi 33 km jihozápadně od Budapešti. Žije zde přibližně 3 000 obyvatel. Dle údajů z roku 2011 tvoří 83,6 % obyvatelstva Maďaři, 8,1 % Romové, 0,8 % Němci a 0,5 % Rumuni, přičemž 16,1 % obyvatel se ke své národnosti nevyjádřilo.
Kromě hlavní části zahrnuje obec i osady Annamajor a Roboztanya. Blízko obce prochází dálnice M7, Baracskou prochází silnice 7.

## Sousední obce
| Růžice kompasu | Kajászó      |        | Martonvásár  | Růžice kompasu |
| Růžice kompasu |              | Sever  | Ráckeresztúr | Růžice kompasu |
| Růžice kompasu | Baracska     |        | Ráckeresztúr | Růžice kompasu |
| Růžice kompasu | Jih          |        | Ráckeresztúr | Růžice kompasu |
| Růžice kompasu | Kápolnásnyék | Besnyő | Ercsi        | Růžice kompasu |